# Randall Einhorn
Randall Einhorn (Cincinnati, Ohio; 7 de diciembre de 1963) es un director de televisión y director de fotografía estadounidense.
Einhorn es más conocido por su trabajo en The Office (versión EE. UU.). También ha dirigido The Accountants, webisodio spinoff de diez episodios de The Office, que se transmitió en línea entre la segunda y tercera temporada. El episodio "The Cover-Up" de The Office fue dedicado al padre de Randall, Larry, quien murió el 20 de abril de 2010.
Einhorn ha dirigido episodios de Survivor, por los que fue nominado a dos premios Emmy. También dirigió varios episodios en la temporada 5, 6 y 7 de It's Always Sunny in Philadelphia, y la mayoría de los episodios de la versión de EE. UU. de Wilfred.